# Talavera de la Reina
Talavera de la Reina là một đô thị trong tỉnh Toledo, Castile-La Mancha, Tây Ban Nha. Đây là trung tâm dân số lớn thứ hai ở Castile-La Mancha và lớn nhất ở tỉnh Toledo: dân số là 83.793 người, dân số của thành phố này lớn hơn cả Toledo, dù Toledo vẫn là thủ phủ của tỉnh Toledo.